# Gazeta Polska (od 1914)
Gazeta Polska – czasopismo wydawane od roku 1914 przez Michała Janika w Dąbrowie Górniczej.